# Jaume Antoni Proens Bennàsser
Jaume Antoni Proens Bennàsser (Felanitx, Mallorca, 1799 — Palma, Mallorca,1865). Poeta i lingüista.
Llicenciat en dret a la Universitat Literària de Mallorca, i posteriorment en fou catedràtic de dret civil i canònic. Fou un dels fundadors de l'Acadèmia Mallorquina de Literatura, Antiguitats i Belles Arts, de la qual n'escriví els estatuts. Milità en el partit constitucional liberal. Reuní una notable col·lecció d'antiguitats, incunables i còdexs lul·lians. Presentà el projecte de recollir les poesies cultes i cançons populars de Mallorca, en una circular del 1838 o el 1841, en vers, que repartí impresa entre els literats mallorquins. Sembla que escriví un diccionari i una ortografia mallorquina i és autor d'unes Octaves bilingües (1837), a la Mare de Déu de Sant Salvador, i del llarg poema polimètric Origen del mirinyac (1858). Hom li ha atribuït diversos entremesos de caràcter popular que potser només s'encarregà de publicar.